# Célestin Lainé
Célestin Lainé, br. Neven Hénaff (ur. w 1908 w Nantes, zm. w 1983 w Irlandii) – bretoński działacz separatystyczny i terrorysta, członek Bretońskiej Partii Narodowej (PNB), kolaborant podczas okupacji niemieckiej.

## Okres przedwojenny
W 1929 r. wstąpił do École centrale Paris, wyższej szkoły technicznej, po ukończeniu której dostał tytuł inżyniera chemika. Jednocześnie założył tajne bretońskie stowarzyszenie zwane Kentoc’h Mervel. W 1930 r. stworzył organizację terrorystyczną Gwenn ha du, która wysadzała w powietrze symbole francuskiej władzy na obszarze Bretanii. Jednym z takich zamachów było wysadzenie 7 sierpnia 1932 r. wraz z innym separatystą bretońskim André Geffroyem monumentu w Rennes, upamiętniającego unię Bretanii z Francją. W 1936 r. C. Lainé powołał paramilitarne bojówki pod nazwą Kadervenn, wzorowane na Irlandzkiej Armii Republikańskiej. W tym samym roku został aresztowany przez francuskie władze na 7 miesięcy więzienia. Wkrótce wypuszczony na wolność stanął na czele PNB, gdyż jej dotychczasowi przywódcy Fransez Debauvais i Olier Mordrel zostali zmuszeni do emigracji do Belgii. W 1939 r. wyjechał do nazistowskich Niemiec, gdzie zorganizował transport broni. Przybył on do wybrzeży Bretanii w nocy z 8 na 9 sierpnia na pokładzie statku „Gwalarn” i został ukryty w opactwie w Boquen.

## Okupacja niemiecka
Po upadku Francji w czerwcu 1940 r., C. Lainé podjął politykę kolaboracji z niemieckim okupantem. Miał jedną ideę: stworzyć bretońską armię w celu walki o niezależną Bretanię. W tym celu na pocz. 1941 r. współtworzył wraz z działaczem PNB Yannem Gouletem zbrojną formację pod nazwą Bagadoù Stourm, która występowała także przeciwko Niemcom. W 1942 r. z połączenia Bagadoù Stourm i innej formacji Service Spécial powstała Lu Brezhon (Bretońska Armia). Wobec wzrastającej aktywności partyzantki na obszarze Bretanii Niemcy zwrócili się do C. Lainé’a o pomoc. Po uzgodnieniach z SS-Obersturmbannführerem Hartmutem Pulmerem, szefem SD w Rennes, stworzył on jednostkę zwaną Bezrn Kadoudal. W 1944 r. Lu Bezhon została przemianowana na Bezen Perrot (Milicja Perrot), na cześć znanego działacza bretońskiego ojca Perrot, który został zamordowany 12 grudnia 1943 r. w Paryżu przez komunistyczny ruch oporu. Ponieważ formacja znalazła się wkrótce w szeregach Waffen-SS C. Lainé wraz ze swoimi zwolennikami został wyrzucony z PNB. W rezultacie w maju 1944 r. symbolicznie powołał nową bardziej radykalną Bretońską Partię Narodową, ale pozostała ona praktycznie na papierze.

## Epilog
Po zajęciu Bretanii przez wojska alianckie zbiegł wraz z częścią członków Bezen Perrot do Niemiec do Tybingi, a następnie do Irlandii. Francuskie władze skazały go zaocznie na karę śmierci.